# Sean Dillon (héros de Jack Higgins)
Pour les articles homonymes, voir Dillon et Sean Dillon (homonymie).
Sean Dillon est un personnage de fiction créé en 1992 par l'écrivain britannique Jack Higgins. Né en Irlande mais élevé en Angleterre. Il a été pendant vingt ans, l'un des  activistes les plus redoutés de l'IRA après le décès de son père tué par une balle perdue britannique. Il fait partie maintenant des services secrets britanniques, dans « l'armée privée du premier ministre » dirigée par le Général Ferguson. La quarantaine, petit : un mètre soixante-cinq, blond aux yeux clairs. Sean est un comédien-né, il est capable de se métamorphoser sans maquillage. Il était d'ailleurs surnommé par les Services Secrets Britanniques : l'homme aux mille visages. Il peut aussi piloter n'importe quel engin volant et est un expert en plongée sous-marine.
Son pistolet préféré est le Walther PPK. Il est également amateur de champagne Krug non millésimé et sa deuxième boisson préférée est le whiskey irlandais Bushmills.

## Les romans
- 1992 : L'Œil du typhon (Eye of the Storm ou Midnight Man)
- 1993 : Opération Virgin (Thunder Point)
- 1994 : Terrain Dangereux (On Dangerous Ground)
- 1995 : L'Ange de la mort (Angel of Death)
- 1996 : Le Festin du diable (Drink with the Devil)
- 1997 : Le secret du président (The president's daughter)
- 1998 : Une Taupe à la Maison Blanche (The White House Connection)
- 2000 : Le Jour où il faudra payer (Day of Reckoning)
- 2001 : Danger imminent (Edge of Danger)
- 2002 : Midnight Runner (Midnight Runner)
- 2003 : L'Homme du bunker (Bad Company)
- 2004 : Les Justiciers (Dark Justice)
- 2005 : Pas de pitié (Without Mercy)
- 2009 : Contre-attaque (The killing ground)
- 2010 : Justice sommaire (Rough justice)